# استببینس (دهانه)
استببینس یک دهانه برخوردی در ماه‌ است.

## دهانه‌های اقماری
این دهانه ۲ دهانه اقماری دارد.
| Stebbins | عرض جغرافیایی | طول جغرافیایی | قطر          |
| -------- | ------------- | ------------- | ------------ |
| C        | ۶۷.۷° N       | ۱۳۳.۶° W      | ۳۹.۰ کیلومتر |
| U        | ۶۵.۴° N       | ۱۴۷.۶° W      | ۴۴.۰ کیلومتر |